# Wilmington, Ohio
Wilmington là một thành phố thuộc quận Clinton, tiểu bang Ohio, Hoa Kỳ. Năm 2010, dân số của thành phố này là 12520 người.

## Dân số
- Dân số năm 2000: 11921 người.
- Dân số năm 2010: 12520 người.